# Senegal en los Juegos Olímpicos de Moscú 1980
Senegal estuvo representado en los Juegos Olímpicos de Moscú 1980 por un total de 32 deportistas, 30 hombres y 2 mujeres, que compitieron en 4 deportes.
El equipo olímpico senegalés no obtuvo ninguna medalla en estos Juegos.